# Askanews
askanews est une agence de presse italienne spécialisée dans la fourniture d'informations multimédia sous forme de textes, de photos et de vidéos. Elle est la deuxième au niveau national en nombre de journalistes (une centaine) après l'ANSA

## Description
L'agence dispose de deux rédactions à Rome et à Milan et compte plus de cent journalistes, ce qui la place au deuxième rang en termes de nombre de journalistes juste après l'ANSA. Askanews produit un bulletin d'information textuel quotidien et un riche flux vidéo diffusé par un réseau de médias en ligne national et international qui s'appuie sur la collaboration de l'Agence France-Presse et de l'agence russe RIA Novosti, ainsi que sur le réseau de correspondants situés dans diverses capitales étrangères, dont Bruxelles, New York et Moscou. En octobre 2014, le portail askanews.it a été lancé.

## Histoire
Askanews est née en 2014 de l'intégration d'ASCA, agence de presse présidée par Giuseppe Cornetto Bourlot et dirigée par Gianfranco Astori, et de TMNews, présidée par Brunetto Tini et dirigée par Claudio Sonzogno.

### Asca
En 1969, l'Agence de presse catholique associée (ASCA) a été fondée en tant que rédaction romaine d'une série de journaux catholiques, dont L'Eco di Bergamo, L'Ordine de Côme, L'Adige de Trente et Il Cittadino de Gênes. L'impulsion initiale a été donnée par Flaminio Piccoli, leader démocrate-chrétien. Le premier réalisateur est Gianfranco Barberini.
En 1973, la diction "Agenzia Stampa Cattolica Associata" a été supprimée en ne conservant que l'acronyme ASCA, intégré par le sous-titre "Agenzia quotidiano nazionale".
En 1986, il prend le contrôle de l'agence Luigi Abete, ancien président de Giovani Industriali et ensuite vice-président de Confindustria. En 1988, Claudio Sonzogno a été nommé directeur, qui conduira l'agence jusqu'à la fusion avec TM News.

### Asca et TMNews
La nouvelle agence doit également son existence à la contribution de TMNews, anciennement APCOM et avant cela APBiscom, qui travaillait déjà avec le réseau de télévision américain CNN. APCOM a été fondée début février 2001, sous le nom d'APBiscom, par Lucia Annunziata, grâce à la synergie des agences italiennes et suisses et de l'agence américaine Associated Press.
En 2003, APCOM est passée sous le contrôle de Telecom Italia ; depuis 2009, elle a été acquise à 60% par Sviluppo Programmi Editoriali S.p.A., propriété du groupe Abete, qui fait référence à la famille homonyme, et par Brunetto Tini, Giuseppe Cornetto Bourlot, la famille Fontana et Maria Paola Merloni.
Depuis décembre 2010, peu avant l'interruption de la collaboration internationale avec Associated Press, elle a changé de nom pour devenir TMNews. Depuis septembre 2011, le réalisateur est Paolo Mazzanti.
L'agence est le titulaire des services de presse au nom de la présidence du Conseil des ministres. Avec la réaffectation des services par le biais d'un appel d'offres européen (2015), askanews s'est vu attribuer le lot 3, correspondant aux services d'information pour l'administration publique.